# Референдум об объединении Читинской области и Агинского Бурятского автономного округа
Референдум об объединении Читинской области и Агинского Бурятского автономного округа — референдум, проведённый 11 марта 2007 года в двух субъектах Российской федерации по вопросу объединения их в единый субъект — Забайкальский край. За объединение высказалось большинство проголосовавших.

## Регулирование объединений субъектов
Объединение двух и более регионов России регулируется законом «О порядке принятия в Российскую Федерацию и образования в ее составе нового субъекта Российской Федерации». Согласно закону, инциатива объединения принадлежит субъектам России, на территории которых будет располагаться новый регион. Совместное предложение высших должностных лиц и законодательных или представительных органов государственной власти об образовании нового субъекта направляется президенту России. Предложение должно быть обосновано и содержать статус, наименование и границы нового региона, а также прогноз последствий, связанных с объединением. В случае поддержки президентом инициативы вопрос об образовании нового субъекта выносится на референдум в субъектах, желающих объединиться.
Если в одном или нескольких, но не более чем в половине. заинтересованных в объединении регионов референдумы будут признаны несостоявшимися или недействительными, в этих субъектах может быть проведено повторное голосование при условии, что на референдуме в другом субъекте вопрос об объединении получил одобрение избирателей. Повторное голосование должно проводиться не позднее чем через 45 дней со дня вступления в силу решения избирательной комиссии субъекта о признании референдума несостоявшимся или о признании его результатов недействительными. Если вопрос об образовании нового субъекта федерации был отклонён на референдумах ни в одном из заинтересованных субъектов, инициатива объединения может быть вновь выдвинута снова, но не ранее чем через год.
Если закон об объединении получает поддержву избирателей, он вносится в Госдуму президентом как конституционный закон об образовании нового субъекта страны.
Согласно Конституции России конституционный закон считается принятым, если его поддержали не менее чем 75% членов Совета Федерации и двух третей от числа депутатов Государственной Думы. Принятый федеральный конституционный закон в течение 14 дней подлежит подписанию президентом России и обнародованию.

## Результаты

### Читинская область
| Место                             | Выбор                             | Голосов | %     |
| --------------------------------- | --------------------------------- | ------- | ----- |
| Распределение голосов             |                                   |         |       |
| 1.                                | «Да»                              | 535 045 | 90,29 |
| 2.                                | «Нет»                             | 52 698  | 8,89  |
| Число недействительных бюллетеней | Число недействительных бюллетеней | 4 868   | 0,82  |
| Явка                              | Явка                              |         | 80,46 |
| Источник: ЦИК                     |                                   |         |       |

### Агинский Бурятский автономный округ
| Место                             | Выбор                             | Голосов | %     |
| --------------------------------- | --------------------------------- | ------- | ----- |
| Распределение голосов             |                                   |         |       |
| 1.                                | «Да»                              | 38 814  | 94,00 |
| 2.                                | «Нет»                             | 2 129   | 5,16  |
| Число недействительных бюллетеней | Число недействительных бюллетеней | 349     | 0,84  |
| Явка                              | Явка                              |         | 89,92 |
| Источник: ЦИК                     |                                   |         |       |

## Последствия
Забайкальский край был создан 1 марта 2008 года. Агинский Бурятский автономный округ вошёл в состав нового субъекта, став Агинским Бурятским округом.